# Huahine
Huahine ist eine Insel im Pazifischen Ozean und gehört zu den Gesellschaftsinseln, einem der fünf Archipele Französisch-Polynesiens. Innerhalb des Archipels stellt es das östlichste Atoll der Gruppe der Inseln unter dem Winde (französisch Îles-sous-le-Vent, tahitianisch Raromatai) dar.

## Geographie
Huahine liegt etwa 175 Kilometer nordwestlich von Tahiti, der größten Insel Französisch-Polynesiens, sowie etwa 50 km östlich von Raiatea. Neben einigen auf dem Saumriff liegenden Motus besteht das Atoll aus zwei zentralen Vulkaninseln, die lediglich durch einen sehr schmalen und seichten Kanal voneinander getrennt sind: Das größere Huahine Nui und das kleinere Huahine Iti. Die gesamte Landfläche der Inseln beträgt etwa 74 km². Huahine Iti erreicht eine Höhe von 460 m über dem Meer, Huhine Nui im Mont Turi eine Höhe von 669 Metern. Huahine ist in acht Distrikte aufgeteilt: Fare (Hauptort), Maeva, Faie, Maroe, Tefarerii, Parea, Haapu und Fitii (der Distriktname entspricht auch dem Ortsnamen).

## Geschichte
Am 20. April 1879 unterzeichneten der Kommandant der Bismarck, Karl Deinhard und der kaiserliche deutsche Konsul für die Südsee-Inseln, Gustav Godeffroy Junior, für das Deutsche Reich mit der "Regierung" der Insel einen Freundschafts- und Handelsvertrag.
Die französische Kolonialmacht unterwarf die Inseln über dem Wind einschließlich Tahitis während der 1880er Jahre, die Inseln unter dem Wind erst in den 1890er Jahren. Das bis dahin unabhängige Königreich von Huahine und Maia'o wurde erst 1895 annektiert und in die seit 1898 bestehenden Établissements français de l’Océanie, das heutige Französisch-Polynesien, eingegliedert.

## Bevölkerung
Huahine hat 5.999 Einwohner (Stand: August 2007) und bildet innerhalb der Gesellschaftsinseln eine eigene Gemeinde (frz. commune). Hauptort der Gemeinde und größter Ort der Inseln ist Fare an der Nordküste von Huahine Nui. Bei diesem befindet sich der Flughafen Huahine-Fare.

## Wirtschaft
Die Bewohner der Insel betreiben Ackerbau und Fischfang. Zu den landwirtschaftlichen Produkten gehören Vanille, verschiedene Melonensorten und Kopra.
Der Tourismus durch die Passagiere der im Atoll anlegenden Kreuzfahrtschiffe und des Flughafens ist ein weiterer bedeutender Wirtschaftszweig.